# Lajosmizse
Lajosmizse este un oraș în districtul Kecskemét, județul Bács-Kiskun, Ungaria, având o populație de 11.023 de locuitori (2011). 

## Demografie
Componența etnică a orașului Lajosmizse
     Maghiari (93,63%)
     Romi (3,73%)
     Români (1,17%)
     Necunoscut (0,49%)
     Alții (0,99%)
Componența confesională a orașului Lajosmizse
     Romano-catolici (59,2%)
     Fără religie (9,65%)
     Reformați (8,87%)
     Necunoscută (20,77%)
     Alte religii (2,61%)
Conform recensământului din 2011, orașul Lajosmizse avea 11.023 de locuitori. Din punct de vedere etnic, majoritatea locuitorilor (93,63%) erau maghiari, existând și minorități de romi (3,73%) și români (1,17%). Apartenența etnică nu este cunoscută în cazul a 0,49% din locuitori.  Din punct de vedere confesional, majoritatea locuitorilor (59,2%) erau romano-catolici, existând și minorități de persoane fără religie (9,65%) și reformați (8,87%). Pentru 20,77% din locuitori nu este cunoscută apartenența confesională.